# فواز حمد بدر
فواز حمد بدر (19 يوليو 1997 -)، ممثل كويتي. وهو ابن الكاتب حمد بدر بدأ التمثيل بعام 2000.

## أعماله

### المسلسلات
| سنة الإنتاج | المسلسل          | بمشاركة                                                          |
| ----------- | ---------------- | ---------------------------------------------------------------- |
| 2000        | خطوات على الجليد | جمال الردهان، عبدالامام عبدالله، محمد العجيمي، سماح              |
| 2001        | بيوت من ثلج      | غانم الصالح، محمد جابر، طارق العلي، عبد الإمام عبد الله          |
| 2003        | حتى التجمد       | جمال الردهان، عبد المحسن النمر، زينب العسكري، إيمان محمد علي     |
| 2010        | ليلة عيد         | حياة الفهد، غانم الصالح، أحمد الجسمي، باسم عبد الأمير            |
| 2011        | جفنات العنب      | هيفاء عادل، جاسم النبهان، منصور المنصور، حبيب غلوم               |
| 2013        | عطر الجنة        | أسمهان توفيق، زهرة عرفات، شفيقة يوسف، إبراهيم الحساوي            |
| 2014        | سقف واحد         | أحمد السلمان، سلمى سالم، مي بلوشي، عبد الله الطراروة، مريم حسين  |
| 2014        | لمحات            | سعد الفرج، هدى الخطيب، عبد الرحمن العقل، ناصر عباس               |
| 2015        | النور            | عبد العزيز الجاسم , باسم عبد الأمير، حمد العماني، هيا عبد السلام |

### في المسرح
| سنة الإنتاج | المسرحية    | بمشاركة                                |
| ----------- | ----------- | -------------------------------------- |
| 2014        | قروب بو خلي | علاء مرسي، انتصار الشراح، محمد العجيمي |
| 2015        | كان يامكان  | هيا عبد السلام، فؤاد علي، ناصر عباس    |

### في السينما
| سنة الإنتاج | الفيلم | بمشاركة                                |
| ----------- | ------ | -------------------------------------- |
| 2008        | كيوت   | عمر اليعقوب، جاسم النبهان، ناصر كرماني |

## الجوائز والتكريم
- 2013:  الكويت - جائزة أفضل ممثل واعد في مسلسل عطر الجنة من «مهرجان المميزون في رمضان».

## روابط خارجية
- فواز حمد بدر على موقع قاعدة بيانات الأفلام العربية